# Espécie em anel

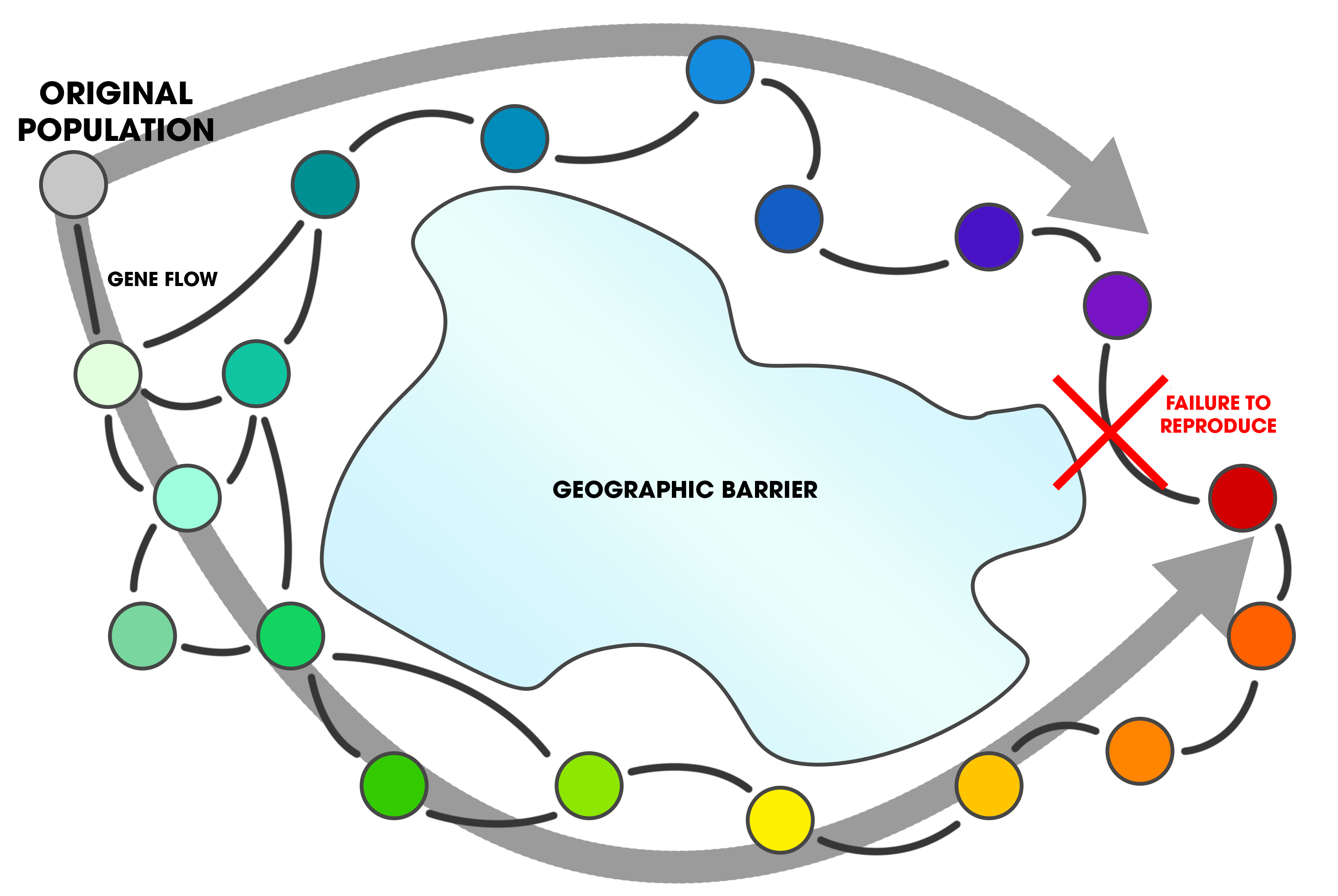
Em uma espécie em anel, o fluxo gênico ocorre entre populações vizinhas de uma espécie, mas nas extremidades do "anel", as populações não se cruzam.

As barras coloridas mostram populações naturais (cores), variando ao longo de um cline. Essa variação pode ocorrer em uma linha (por exemplo, em uma encosta de montanha) como em A, ou pode envolver como em B.Onde o cline se curva, as populações próximas umas das outras no cline podem cruzar, mas no ponto em que o início encontra o fim novamente, como em C, as diferenças ao longo do cline impedem o cruzamento (lacuna entre rosa e verde). As populações de cruzamento são então chamadas de espécies em anel.

Em biologia, uma espécie em anel é uma série conectada de populações vizinhas, cada uma das quais cruza com populações relacionadas próximas, mas para as quais existem pelo menos duas populações "finais" na série, que são muito distantemente relacionadas ao cruzamento, embora haja é um fluxo gênico potencial entre cada população "ligada". Essas populações não reprodutoras, embora geneticamente conectadas, podem coexistir na mesma região ( simpatria ) fechando assim um "anel". O termo alemão Rassenkreis , significando um anel de populações, também é usado.
As espécies em anel representam a especiação e foram citadas como evidência da evolução . Eles ilustram o que acontece ao longo do tempo à medida que as populações divergem geneticamente, especificamente porque representam, em populações vivas, o que normalmente acontece ao longo do tempo entre populações de ancestrais falecidos há muito tempo e populações vivas, nas quais os intermediários se extinguiram . O biólogo evolucionista Richard Dawkins observa que as espécies em anel "estão apenas nos mostrando na dimensão espacial algo que sempre deve acontecer na dimensão do tempo".
Formalmente, a questão é que a interfertilidade (capacidade de cruzar) não é uma relação transitiva ; se A cruza com B e B cruza com C, isso não significa que A cruza com C e, portanto, não define uma relação de equivalência . Uma espécie em anel é uma espécie com um contra-exemplo para a transitividade do cruzamento. No entanto, não está claro se algum dos exemplos de espécies em anel citados por cientistas realmente permite o fluxo gênico de ponta a ponta, com muitos sendo debatidos e contestados.

## História

As gaivotas Larus cruzam em um anel ao redor do Ártico. 1: L. fuscus, 2: população siberiana de L. fuscus, 3: EU. heuglini, 4: L. vegae birulai, 5: L. vegae, 6: L. smithsonianus, 7: L. argentatus
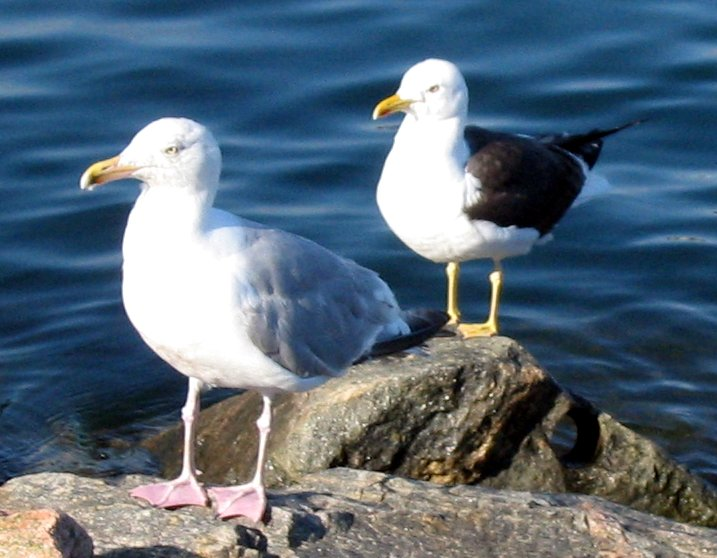
Gaivota-prateada ( Larus argentatus ) (frente) e gaivota-preta ( Larus fuscus ) (atrás) na Noruega: dois fenótipos com diferenças claras

A espécie clássica em anel é a gaivota Larus . Em 1925, Jonathan Dwight descobriu que o gênero formava uma cadeia de variedades ao redor do Círculo Polar Ártico. No entanto, surgiram dúvidas se isso representa uma espécie real em anel. Em 1938, Claud Buchanan Ticehurst argumentou que a toutinegra esverdeada se espalhou do Nepal ao redor do planalto tibetano, enquanto se adaptava a cada novo ambiente, encontrando-se novamente na Sibéria, onde as extremidades não mais se cruzam. Essas e outras descobertas levaram Mayr a formular pela primeira vez uma teoria sobre as espécies em anel em seu estudo de 1942, Systematics and the Origin of Species . Também na década de 1940, Robert C. Stebbins descreveu as salamandras Ensatina ao redor do Vale Central da Califórnia como uma espécie em anel; mas, novamente, alguns autores como Jerry Coyne consideram essa classificação incorreta. Finalmente, em 2012, o primeiro exemplo de uma espécie em anel em plantas foi encontrado em um spurge, formando um anel em torno do Mar do Caribe.

## Especiação
O biólogo Ernst Mayr defendeu o conceito de espécies em anel, alegando que ele demonstrava inequivocamente o processo de especiação. Uma espécie em anel é um modelo alternativo à especiação alopátrica, "ilustrando como novas espécies podem surgir por meio de 'sobreposição circular', sem interrupção do fluxo gênico através das populações intervenientes ..."  No entanto, Jerry Coyne e H. Allen Orr apontam que os anéis espécies modelam mais de perto a especiação parapátrica .
As espécies em anel freqüentemente atraem o interesse de biólogos evolucionistas, sistematistas e pesquisadores da especiação, levando a idéias instigantes e confusão sobre sua definição. Estudiosos contemporâneos reconhecem que os exemplos na natureza se mostraram raros devido a vários fatores, como limitações no delineamento taxonômico  ou "zelo taxonômico"  - explicado pelo fato de que os taxonomistas classificam os organismos em "espécies", enquanto as espécies em anel frequentemente não pode se enquadrar nesta definição. Outras razões, como interrupção do fluxo gênico por "divergência de vicariato" e populações fragmentadas devido à instabilidade climática, também foram citadas.
As espécies em anel também apresentam um caso interessante do problema das espécies para aqueles que buscam dividir o mundo vivo em espécies distintas. Tudo o que distingue uma espécie em anel de duas espécies separadas é a existência de populações conectadas; se um número suficiente de populações conectadas dentro do anel perecer para cortar a conexão reprodutiva, então as populações distais das espécies em anel serão reconhecidas como duas espécies distintas. O problema é quantificar o anel inteiro como uma única espécie (apesar do fato de que nem todos os indivíduos se cruzam) ou classificar cada população como uma espécie distinta (apesar do fato de cruzar com seus vizinhos próximos). As espécies em anel ilustram que os limites das espécies surgem gradualmente e freqüentemente existem em um continuum.

## Exemplos

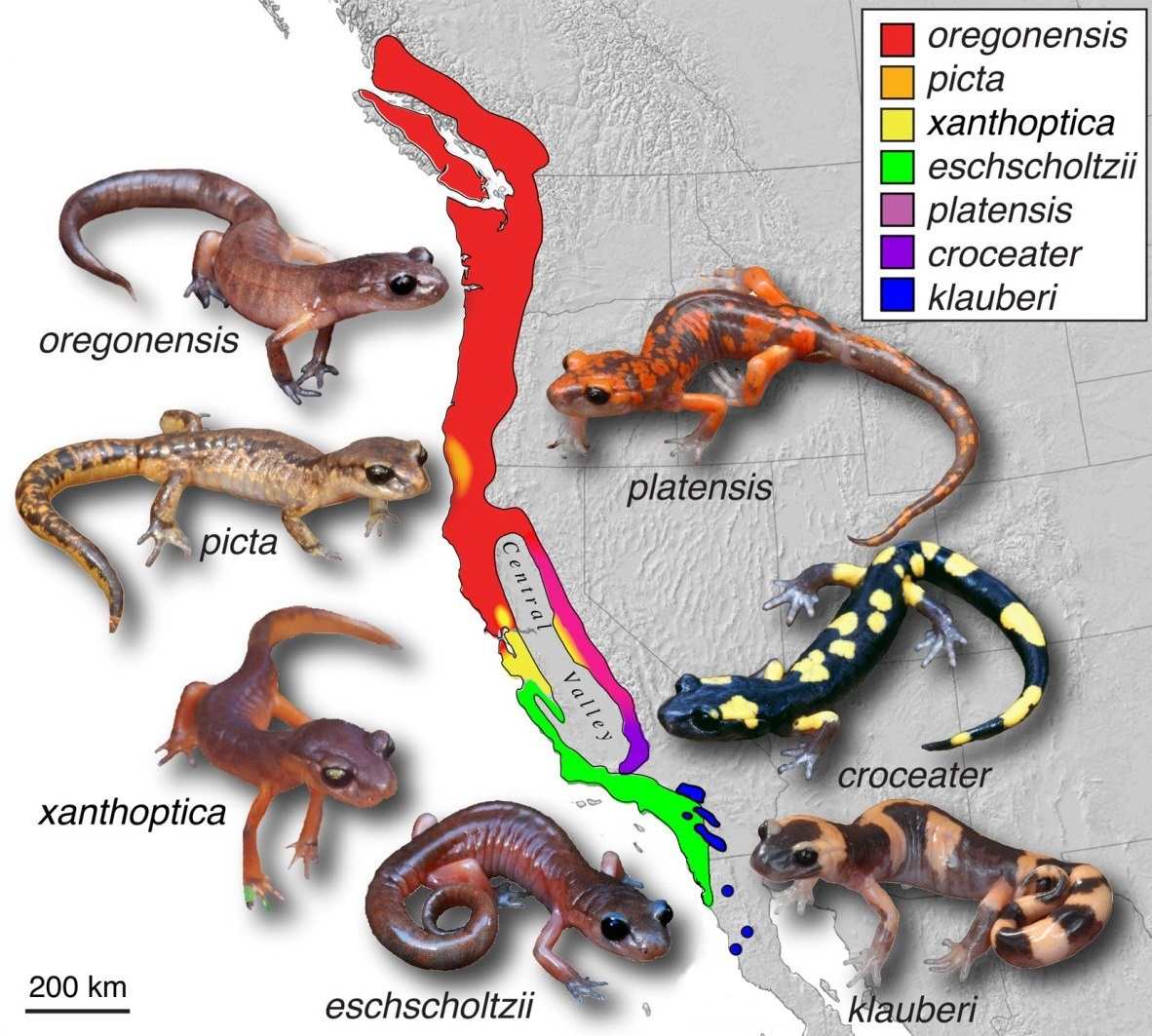
Exemplo de salamandras Ensatina de espécies em anel

Evolução especulada e propagação da toutinegra esverdeada.
P. t. trochiloides
P. t. obscuratus
P. t. plumbeitarsus
P. t. "ludlowi"
P. t. viridanusNota: O P. t. nitidus nas montanhas do Cáucaso não mostrado

Muitos exemplos foram documentados na natureza. Existe debate sobre grande parte da pesquisa, com alguns autores citando evidências inteiramente contra sua existência. Os exemplos a seguir fornecem evidências de que - apesar do número limitado de exemplos concretos e idealizados na natureza - continuums de espécies existem e podem ser encontrados em sistemas biológicos. Isso geralmente é caracterizado por classificações em nível de subespécies, como clines, ecótipos, complexos e variedades . Muitos exemplos foram contestados por pesquisadores, e igualmente "muitos dos casos [propostos] receberam muito pouca atenção dos pesquisadores, tornando difícil avaliar se eles exibem as características de espécies anelares ideais." 
A lista a seguir dá exemplos de espécies em anel encontradas na natureza. Alguns dos exemplos, como o complexo de gaivota Larus, a toutinegra esverdeada da Ásia e as salamandras Ensatina da América, foram contestados.
- Acanthiza pusilla e A. ewingii [18]
- Acacia karroo [12][19][20]
- Cotovias Alauda ( Alauda arvensis, A. japonica e A. gulgula ) [12]
- Alophoixus [10][21]
- Aulostomus (peixe-trombeta) [22]
- Camarhynchus psittacula e C. pauper [12]
- Complexo de espécies de Chaerephon pumilus [23]
- Salamandras Ensatina [24][25]
- Euphorbia tithymaloides é um grupo dentro da família spurge que se reproduziu e evoluiu em um anel através da América Central e do Caribe, encontrando-se nas Ilhas Virgens, onde parecem ser morfológica e ecologicamente distintos.[9]
- Chapim-real [12] (no entanto, alguns estudos contestam este exemplo [26][27] )
- A toutinegra esverdeada ( Phylloscopus trochiloides ) forma um anel de espécies, em torno do Himalaia .[28][29][30][31] Acredita-se que ele tenha se espalhado do Nepal ao redor do planalto tibetano inóspito, para se reunir na Sibéria, onde o plumbeitarsus e o viridanus pareciam não mais se reproduzir mutuamente.
- Hoplitis producta [12]
- Rato doméstico [12]
- Junonia coenia e J. genoveva / J. evarete [12]
- Lalage leucopygialis, L. nigra e L. sueurii [12]
- As gaivotas larus formam um "anel" circumpolar ao redor do Pólo Norte . A gaivota arenosa europeia ( L. argentatus argenteus ), que vive principalmente na Grã-Bretanha e na Irlanda, pode hibridizar com a gaivota arenque americana ( L. smithsonianus ), (que vive na América do Norte ), que também pode hibridar com o Vega ou Siberian A gaivota arenosa ( L. vegae ), cuja subespécie ocidental, a gaivota de Birula ( L. vegae birulai ), pode hibridizar com a gaivota de Heuglin ( L. heuglini ), que por sua vez pode hibridizar com a gaivota-preta siberiana ( L. fuscus ). Todos os quatro vivem no norte da Sibéria . O último é o representante oriental das gaivotas-de-costas-negras menores no noroeste da Europa, incluindo a Grã-Bretanha. As gaivotas-de-dorso-preto menores e as gaivotas-arenque são suficientemente diferentes que normalmente não hibridizam; assim, o grupo de gaivotas forma um continuum, exceto onde as duas linhagens se encontram na Europa. No entanto, um estudo genético de 2004 intitulado "O complexo de gaivota de arenque não é uma espécie em anel" mostrou que este exemplo é muito mais complicado do que o apresentado aqui (Liebers et al., 2004):[32] este exemplo fala apenas do complexo de espécies desde a gaivota arenosa clássica até a gaivota-de-costas-negras. Existem vários outros exemplos taxonomicamente obscuros que pertencem ao mesmo complexo de espécies, como gaivota de patas amarelas ( L. michahellis ), gaivota glaucosa ( L. hyperboreus ) e gaivota do Cáspio ( L. cachinnans ).
- Pelophylax nigromaculatus e P. porosus / P. porosus brevipodus [12] (os nomes e classificação dessas espécies mudaram desde a publicação, sugerindo uma espécie em anel)
- Pernis ptilorhynchus e P. celebensis [12]
- Perognathus amplus e P. longimembris [12]
- Peromyscus maniculatus [33]
- Phellinus [34]
- Complexo de Platycercus elegans ( rosela carmesim ) [35][36]
- Drosophila paulistorum [37]
- Phylloscopus collybita e P. sindianus [12]
- Phylloscopus ( toutinegras do salgueiro ) [38][39]
- Powelliphanta [40]
- Rhymogona silvatica e R. cervina [12] (os nomes e classificação dessas espécies mudaram desde a publicação, sugerindo uma espécie em anel)
- Melospiza melodia, um pardal cantor, forma um anel ao redor da Sierra Nevada da Califórnia [41] com as subespécies heermanni e fallax encontrando-se nas proximidades da passagem de San Gorgonio .
- Todiramphus chloris e T. cinnamominus [12]